# スター・スクリーン・アワード
スター・スクリーン・アワード（Star Screen Awards）は、インドの映画賞。映画業界に従事する専門家によって選考される。設立時の名称は「スクリーン・アワード(Screen Awards)」。

## 歴史
1994年にザ・エクスプレス・グループの会長ヴィヴェーク・ゴエンカによって、優秀なインド映画を表彰するために設立された。この賞はファン投票で受賞者を決定する他の映画賞と異なり、映画業界の専門家によって選考される最初の映画賞になることを目的として設立され、また毎年開催される最初の映画賞となった。
授賞式は毎年1月に開催され、ヒンディー語映画、マラーティー語映画を受賞対象としている。名称はスポンサーの企業名を冠して「スクリーン・ウィークリー・アワード」「スクリーン・ビデオコン・アワード」「カラーズ・スクリーン・アワード」「ライフOKスクリーン・アワード」と変更されてきた。2001年まではビデオコン・グループがスポンサーだったため、「スター・ビデオコン・アワード」として知られていた。過去3回南インドのタミル語映画、テルグ語映画、マラヤーラム語映画、カンナダ語映画を受賞対象としたことがある。授賞式には映画芸術科学アカデミーの会長と理事が関わっており、スクリーン誌の編集者プリヤンカー・シンハ・ジャーは映画賞の選考手順の監督を担当している。

## 賞

### 審査員賞
- 作品賞
- 監督賞
- 主演男優賞（英語版）
- 主演女優賞（英語版）
- 助演男優賞（英語版）
- 助演女優賞（英語版）
- 悪役賞（英語版）
- コメディアン賞（英語版）
- 音楽監督賞（英語版）
- 作詞家賞（英語版）
- 男性プレイバックシンガー賞（英語版）
- 女性プレイバックシンガー賞（英語版）
- 新人男優賞（英語版）
- 新人女優賞（英語版）

### 批評家賞
- 主演男優賞
- 主演女優賞

### 大衆賞
- 主演男優賞（英語版）
- 主演女優賞（英語版）

### 技術賞
- 原案賞（英語版）
- 脚本賞（英語版）
- 台詞賞（英語版）
- 作曲賞（英語版）
- 編集賞（英語版）
- 特殊効果賞（英語版）
- 美術監督賞
- アクション賞
- 撮影賞（英語版）
- 振付賞
- 音響賞

### 特別賞
- 生涯功労賞（英語版）
- ジョディNo.1（英語版）
- 子役賞（英語版）
- 審査員特別賞
- エンターテイナー・オブ・ザ・イヤー（2010年）
- アニメーション映画賞（2009年）
- 英語映画賞（2009年）
- フレッシュ・タレント賞
- ジョディ・オブ・ディケイド賞
- ショーマン・オブ・ミレニアム賞（2002年）：ラージ・カプール
- パフォーマー賞（2012年）：エクター・カプール（英語版）
- スクリーン・レジェンド・オブ・インディアン・シネマ・アワード（2013年）：アミターブ・バッチャン